# Войнаровский, Роман Васильевич
Роман Васильевич Войнаровский (укр. Роман Васильович Войнаровський; род. 5 января 1980, Золотинка, Якутская АССР) — украинский футболист, полузащитник. Забил один из самых быстрых голов в истории профессионального футбола — за 3,5 секунды.

## Биография
Родился в посёлке Золотинка. Окончил Армянский УВК школа-лицей № 2.
Футболистом стал случайно. В одном из дворов Армянска, куда переехала семья Войнаровских с БАМа, мальчишки играли только в футбол. Сначала между собой, а потом стали соревноваться с другими дворами.
На одном из турниров его присмотрел тренер Крымского училища олимпийского резерва и забрал его в спортивный интернат. А потом тренер из крымской команды премьер-лиги «Таврия» едва дал закончить одиннадцатый класс и тут же взял его в свою команду.
Поначалу всё шло хорошо — тренировки на лучших полях, сборы на Кипре и в Турции. На одной из тренировок он был травмирован, а через два месяца уже не значился в команде.
Восстанавливаться уехал в Армянск. Через полгода он уже играл за «Титан», потом были команды Ивано-Франковска, Алчевска и крымские команды первой лиги.
В 2007 году участвовал в Универсиаде в Бангкоке. Тогда Украина выиграла Универсиаду. За ту победу ему было присвоено звание мастера спорта международного класса.
31 августа 2008 года в матче «Крымтеплица» — «Феникс-Ильичёвец» ударил по воротам соперника из центрального круга сразу же после свистка арбитра, а через 3,5 секунды мяч оказался за спиной вратаря соперника Виталия Капинуса.
Летом 2009 года перешёл в черниговскую «Десну». Затем играл за «Севастополь» (2010—2011), «Звезду» Кировоград (2012), «Титан» Армянск (2012—2013).
В апреле 2014 вошёл в тренерский штаб российского клуба второго дивизиона «Тосно».
27 февраля 2016 года был назначен тренером клуба «ТСК-Таврия». 25 апреля 2017 года решением руководства клуба был назначен временно исполняющим обязанности главного тренера. После окончания чемпионата Крымской Премьер-лиги покинул клуб и стал тренером клуба «Кызылташ», из которого в январе 2018 вернулся в «ТСК-Таврию», где стал помощником нового главного тренера Анатолия Скворцова.
После аннексии Крыма Россией принял российское гражданство.

## Личная жизнь
Женат, жену зовут Марина. Дочь и два сына. Свой самый быстрый гол посвятил сыну Артёму, которому тогда исполнилось четыре года.

## Государственные награды
- Медаль «За труд и победу» (06.09.2007)[10]